# Trigonella cretica
Trigonella cretica là một loài thực vật có hoa trong họ Đậu. Loài này được (L.) Boiss. miêu tả khoa học đầu tiên.